# Рух біженців
Рух біженців, також потік біженців - це велика кількість осіб, які залишають своє місце проживання через певні обставини, зокрема війну, релігійні, расові або політичні переслідування, стихійні лиха, економічні труднощі або інші причини, добровільно або примусово. Потоки біженців, в основному внаслідок військових дій, були задокументовані ще з часів античності (Велике переселення народів, Кімврська війна тощо). Ця стаття розглядає лише рухи біженців з часів Другої світової війни.

## Всесвітні потоки біженців.
|                                           | \| рік \| біженці \| з них внутрішні біженці \| \| ---- \| -------- \| ----------------------- \| \| 2012 \| 45,2 млн \| 28,8 млн \| \| 2013 \| 51,2 млн \| 33,3 млн \| \| 2014 \| 59,9 млн \| 38,2 млн \| \| 2015 \| 65,3 млн \| 40,8 млн \| \| 2016 \| 65,6 млн \| 40,3 млн \| |                         |
| Згідно з даними УВКБ ООН наприкінці року. | |                         |
| рік                                       | біженці | з них внутрішні біженці |
| 2012                                      | 45,2 млн | 28,8 млн                |
| 2013                                      | 51,2 млн | 33,3 млн                |
| 2014                                      | 59,9 млн | 38,2 млн                |
| 2015                                      | 65,3 млн | 40,8 млн                |
| 2016                                      | 65,6 млн | 40,3 млн                |

За даними Верховного Комісаріату Організації Об'єднаних Націй у справах біженців (УВКБ), у 2012 році близько 45,2 мільйона людей у всьому світі були втікачами. Найбільша частка 28,8 млн осіб включала внутрішньо переміщених вигнанців (людей, які перемістилися в межах своєї країни). 2013 році 51,2 млн людей були втікачами, у тому числі 33,3 млн осіб у власній країні. Наприкінці 2014 року їхня кількість зросла до 59,9 млн,-  так багато, як під час Другої світової війни. 38,2 млн осіб були вигнанні на території  рідної країни.
Наприкінці 2015 року у світі було 65,3 млн, через рік  65,6 млн біженців. З них в 2015 40,8 млн., в 2016 році 40,3 млн були втікачами в межах власної країни.

## Внутрішньо переміщені
Країнами з найбільшою кількістю внутрішньо переміщених вигнанців, відповідно до річного звіту УВКБ ООН 2014 року (на кінець 2014 року), були Сирія (7,6 млн), Колумбія (6 млн) та Ірак (3,6 млн).
Країнами з найбільшою часткою переміщених вигнанців у  власній країні в 2009 році були Колумбія (3,304,000), Демократична Республіка Конго (2052,700), Пакистан (1 894,6 тис.), Ірак (1 552 тис.), Сомалі (1 550 000) і Судан (1034 100).

## Причини

### Війна, голод, насильницькі дії
Воєнні дії, громадянські війни, вигнання, переслідування меншин (релігійна та ідеологічна нетерпимість) та голодомори з давніх часів були головними причинами втечі людей.
У  річному звіті 2014-2015  організація "Міжнародна амністія" зазначила, що "у 2014 році мільйони людей змушені були жити у приміських районах під загрозою викрадення, тортур, сексуального насильства, нападів, артилерійського вогню та бомб", наполягаючи на тому, що характер багатьох збройних конфліктів змінився: все частіше озброєні групи, ополчення та терористичні організації спрямовувалися на цивільних осіб.

### Стихійні лиха, екологічна втеча
Також стихійні лиха призводять до великих потоків біженців. Більше того загострюються кліматичні зміни, періодичні екстремальні погодні явища спричиняють  або посилюють вже наявні потоки біженців. Називають такі причини, наприклад, перетворення степів у пустелі, все частіші посухи в сільському господарстві, дефіцит питної води, сильні тропічні циклони та екстремальна кількість опадів, підвищення рівня моря і затоплення низовинних земель.
Кількість людей, переміщених внаслідок стихійних лих, згідно з визначенням Міжнародної організації з міграції (МОМ) становить близько 42 млн у всьому світі в 2010 році, що значно зросла порівняно з попередніми роками.

## "Потік біженців"
В розмовній мові і як політичний вислів часто використовується метафора "потік біженців ". Образно кажучи, люди переселяються, керуючись наміром піти від пункту А і прийти до пункту Б; вони не "ллються вузьким потоком" або "течуть" (на відміну від води, яка не переслідує ніяких намірів, а лише реагує на зовнішні сили). Якщо людина не "потік", то багато людей так само не "течуть". За словами критиків термінів, метафори "потік/ приплив", "трагічна подія" та "землетрус", що описують поведінку людей, що тікають, викликають дві неоднозначні думки: "По-перше, катастрофа, здавалось би, не має винуватця. Принаймні такого, з яким можна зв'язатися, який відповів би на електронні листи. А по-друге: біженці знаходяться в руках вищих сил. Тому ми, як ЄС нічого не можемо вдіяти. "Вибачте" так звучить повідомлення.
На думку Ланна Хорншайдта з Берлінського університету ім. Гумбольдта, подібні зіткнення з катастрофами впливають на людину "на підсвідомому рівні" і викликають страхи.
Багато консерваторів мають проблеми з визначенням "потік біженців". Цей термін несе для них позитивний зміст. Вони думають при цьому про велику кількість німецьких біженців та вигнанців, які мали залишити  батьківщину на Сході наприкінці Другої світової війни, а точніше незабаром після закінчення війни або виїжджали як біженці з радянської окупаційної зони або НДР, точніше про горе, яке вони певною мірою самі пережили, оскільки це було горе членів їхніх сімей. Зазначені особи відчувають співчуття до спільної долі багатьох німців у XX столітті, але не стосовно ситуації, коли багато « чужих » мігрують до Німеччини. Тому вони не використовують слово "потік біженців" для їх міграції.

## Великі потоки біженців останніх десятиліть
- 1933 р. приблизно до 1941: еміграція або втеча 280 000 євреїв, а також політичних чи расових вигнанців з німецького рейху під час націонал-соціалістичної епохи.
- 1939-1950 роки: в результаті Другої світової війни 30 мільйонів людей, включаючи 12,5 мільйонів німців, були втікачами або ж вигнані зі своєї країни.
- 1947 р : Після розпаду Індії в 1947 році біля 20 мільйонів людей були втікачами.
- 1948: Коли держава Ізраїль отримав незалежність, 700 000 арабських палестинців були вигнані з колишнього британського мандата в Палестині. (див. Накба)
- 1959: Окупація Тибету Китаєм призвела до того, що 150 000 тибетців в інших країнах (див. вище  Індія) змушені були втекти.
- 1960 рік: Один мільйон європейських експропрійованих біженців внаслідок алжирської війни.
- 1971 рік: Під час Бангладешської війни близько 40 млн осіб були втікачами.
- 1955-1975 рр: В'єтнамська війна спричинила великі рухи біженців, у Південному В'єтнамі - близько  6 млн біженців.
- 1979: Вторгнення радянських військ в Афганістан, радянсько-афганська війна (1979-1989) призвели до того, що 3 млн людей втекли до Пакистану та Ірану.
- 1984-1985: Голодомор, в країнах Сахельського регіону та Ефіопії, призвів до втечі та переселення сотень тисяч людей.
- 1989-1999: Під час кашмірського конфлікту в 1990-х рр, близько 300-700 тис. кашмірських індусів були втікачами.
- 1991-1999 рр.: Етнічні конфлікти в колишній Югославії спровокували Югославську війну: Словенія (1991 р.), Хорватська війна (1991-1995 рр.), Боснійська війна (1992-1995 рр.) та війна в Косово (1999 р.), що призвели до втечі мільйонів людей.
- 1991 рік: Курди з Іраку втікали, щоб напасти на Іран (1,5 млн осіб), Туреччина замкнула свої кордони.
- 1994 рік: Громадянська війна та геноцид в Руанді спричинили втечу 2 мільйонів руандійців у сусідні країни.
- 2001р.: Громадянська війна в Афганістані (1989-2001 рр.), яка виникла після виведення радянських військ з Афганістану, спричинила втечу 7 мільйонів афганців, особливо в сусідні країни Пакистан та Іран.
- 2003 р.: Через війну ("Третя війна в Перській затоці") 2 млн іракців покинули свою країну.
- 2005 р.: 2 млн людей були зміщені через примусове виселення району нетрів біля столиці Зімбабве .
- До 2009 р.:  2,9 млн іракців втекли від громадянської війни та терору, в тому числі 1,6 млн внутрішньо переміщених осіб в Іраці.
- До 2009 р.: 200 тисяч тамілів втекли від громадянської війни на Шрі-Ланці.
- 2010 р.: Під час повені в Пакистані постраждало 14 млн людей, з яких щонайменше від 6 до 7 млн людей потребували термінової гуманітарної допомоги; Тисячі людей стали екологічними біженцями.
- 2009-2015: Тисячі християн та індусів тікають з Пакистану щороку. Релігійні меншини в Пакистані переслідуються і вбиваються ісламістами або ув'язнюються через звинувачення у богохульстві. Понад 1000 дівчат християн та індусів викрадаються щорічно, а потім насильно змінюють віру і примусово одружуються. Знову і знову відбуваються напади на церкви та святі місця ахмадів , суфіїв і шиїтів радикальними ісламістами-сунітами.
- З 2011 року в межах Сирійської громадянської війни з Сирії та через іракську кризу з Іраку в сусідні держави та в Європейський Союз.

Див. також: біженці в човнах сьогодні, криза біженців в Європі з 2015 р., біженці в Рогінге.